# مأكولات الشوارع (المكسيك)

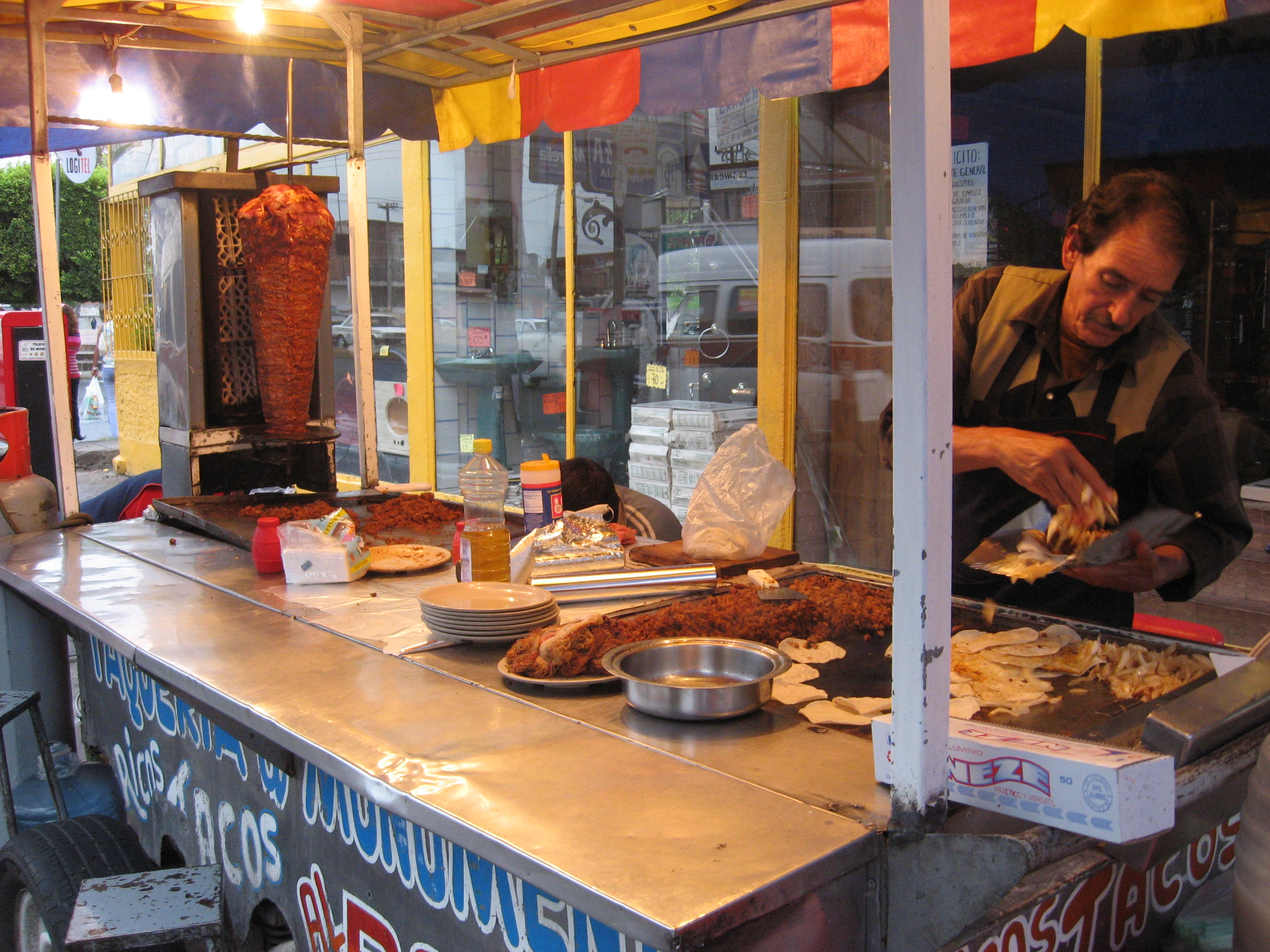
كشك طعام يقدم وجبات تاكو في أحد شوارع مدينة موريليا، المكسيك.

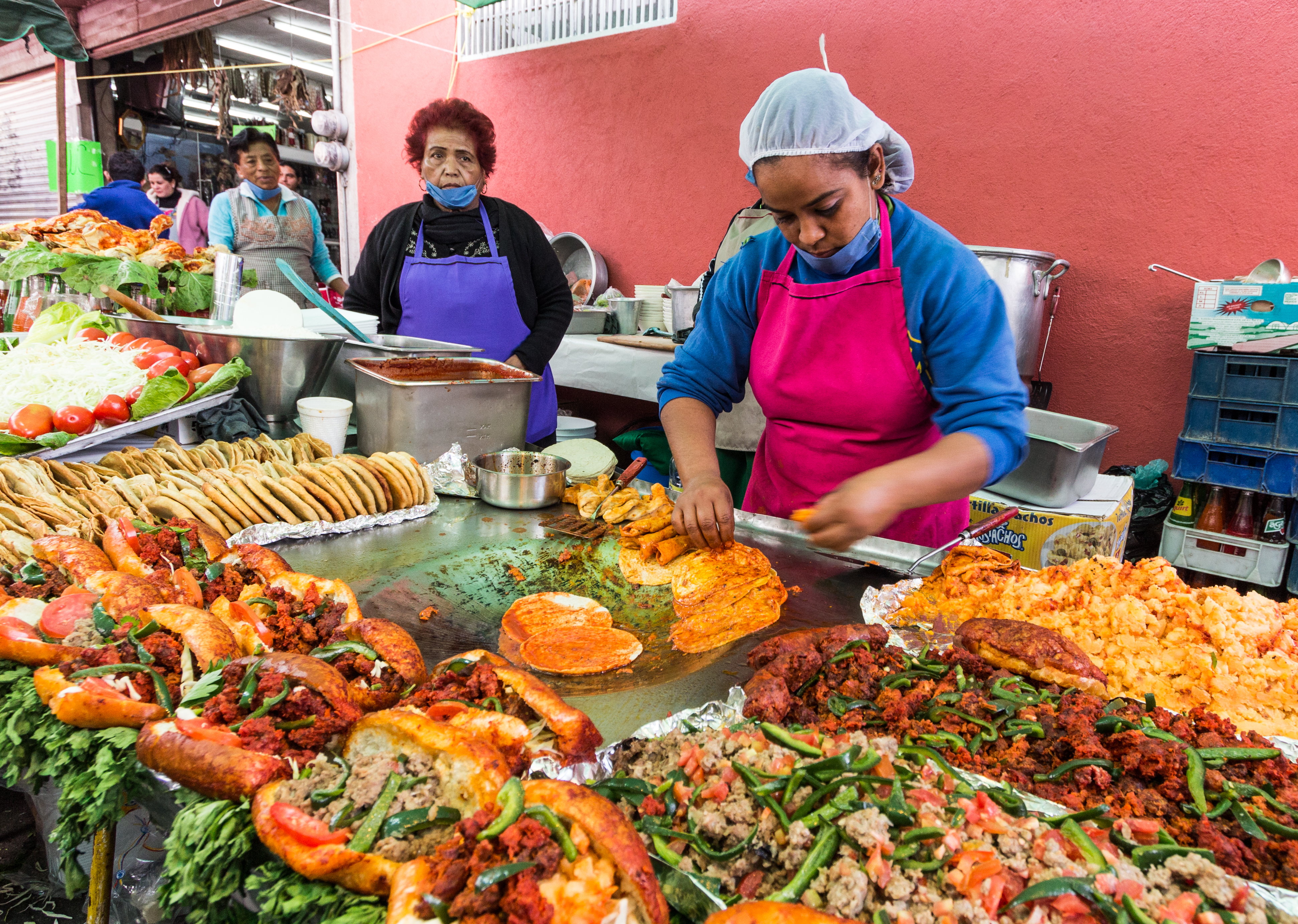
صورة من أحد شوارع مدينة ليون في المكسيك، حيث تقدم أكشاك الطعام وجبات مكسيكية مختلفة

مأكولات الشوارع في المكسيك، (بالإسبانية: Antojito)، هي وجبات خفيفة ومتنوعة من أشهر المأكولات في مدينة المكسيك،  يقدمها باعة متجولون في أكشاك طعام متنقلة كشك طعام، يبلغ عددها حوالي نصف مليون كشك طعام.  ويعرف المطبخ المكسيكي بتنوع أطباقه ونكهاته حيث أنه نشأ في التقاليد القديمة الخاصة بشعوب المايا والآزتيك، حتى فترة الاحتلال الإسباني. ويعتبر الأفوكادو والفاصوليا والفلفل الحار و صلصة الشيلي من المكونات الأساسية في المطبخ المكسيكي. إلا أن الذرة تبقى هي العنصر الطاغي على كل الأطباق المكسيكية.

## نبذة
يتم تقديم مأكولات الشوارع عادة في فترة ما بعد العصر، فهي لا تقدم في أوقات الوجبات الرسمية، ولكن كوجبة غير رسمية. ومع ذلك، يمكن العثور على بعض أكشاك الطعام في الصباح الباكر، وفي المساء، وأحيانا في وقت متأخر من الليل. ولكن تواجدها يبقى قليلا جدا، خاصة خارج مدينة مكسيكو، في فترة ما بعد الظهيرة. وتعتمد أغلب الأطعمة المعروضة في أكشاك الطعام على الذرة، باعتباره الغذاء الأساسي في المكسيك.

## قائمة مأكولات الشوارع في المكسيك

### تاكو

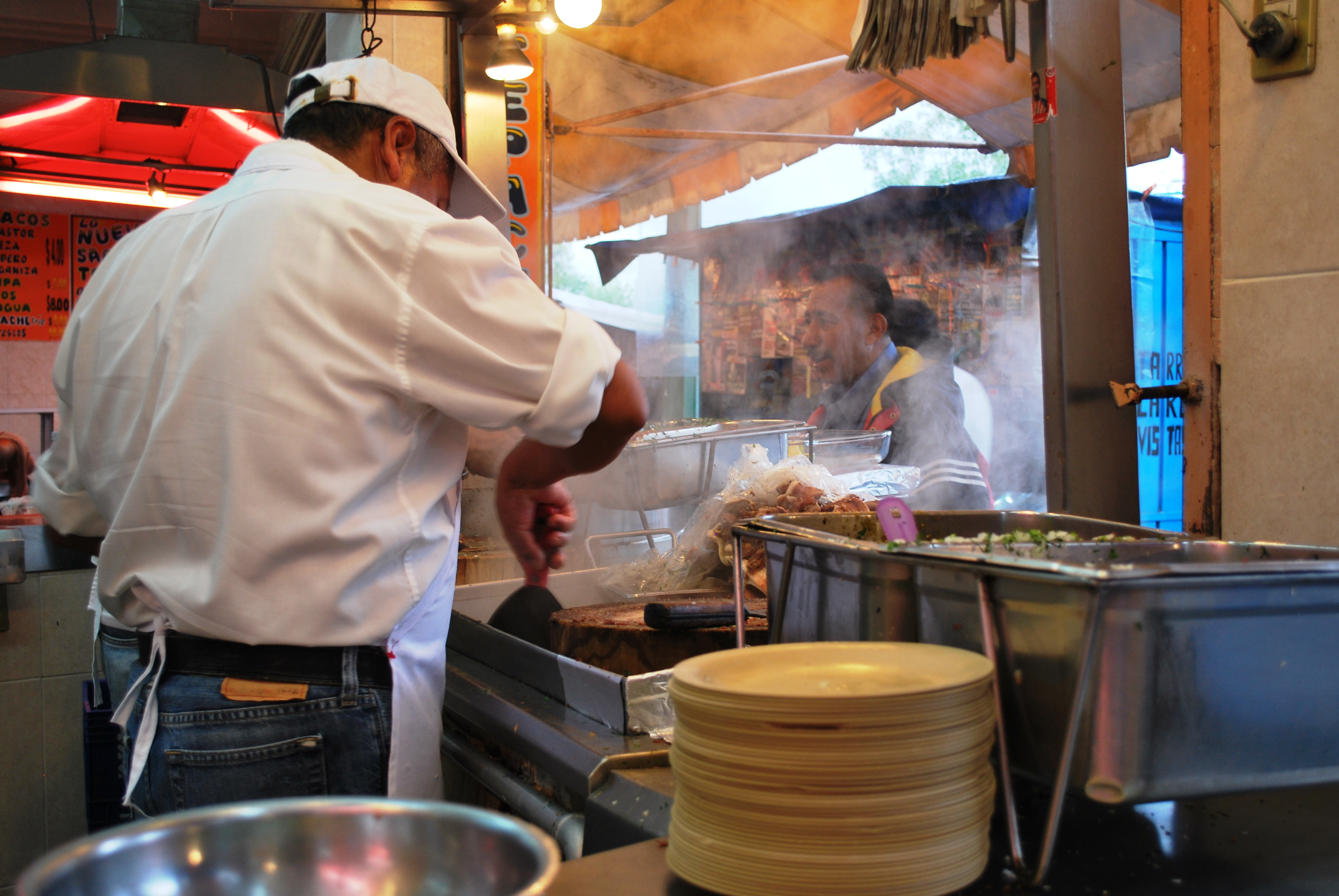
كشك طعام يقدم طبق التاكو في شارع تاكوبيا-مدينة مكسيكو

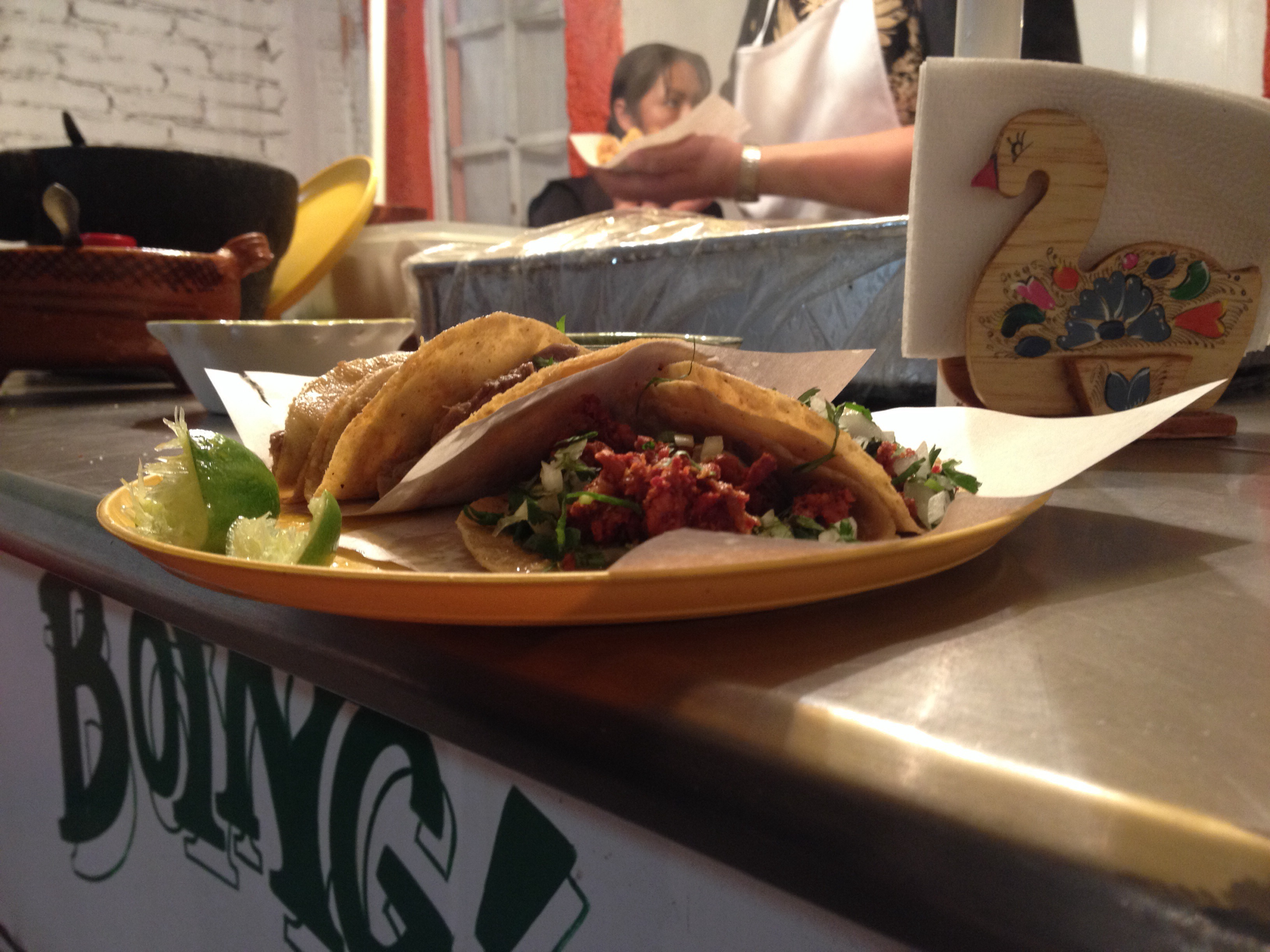
كشك طعام يقدم وجبات تاكو في أحد شوارع مدينة بويبلا، المكسيك.

يأتي طبق تاكو على رأس مأكولات الشوارع في المكسيك، وهو عبارة عن تُرتيّة مطوية مع حشوة تختلف من منطقة إلى أخرى.

### تامال

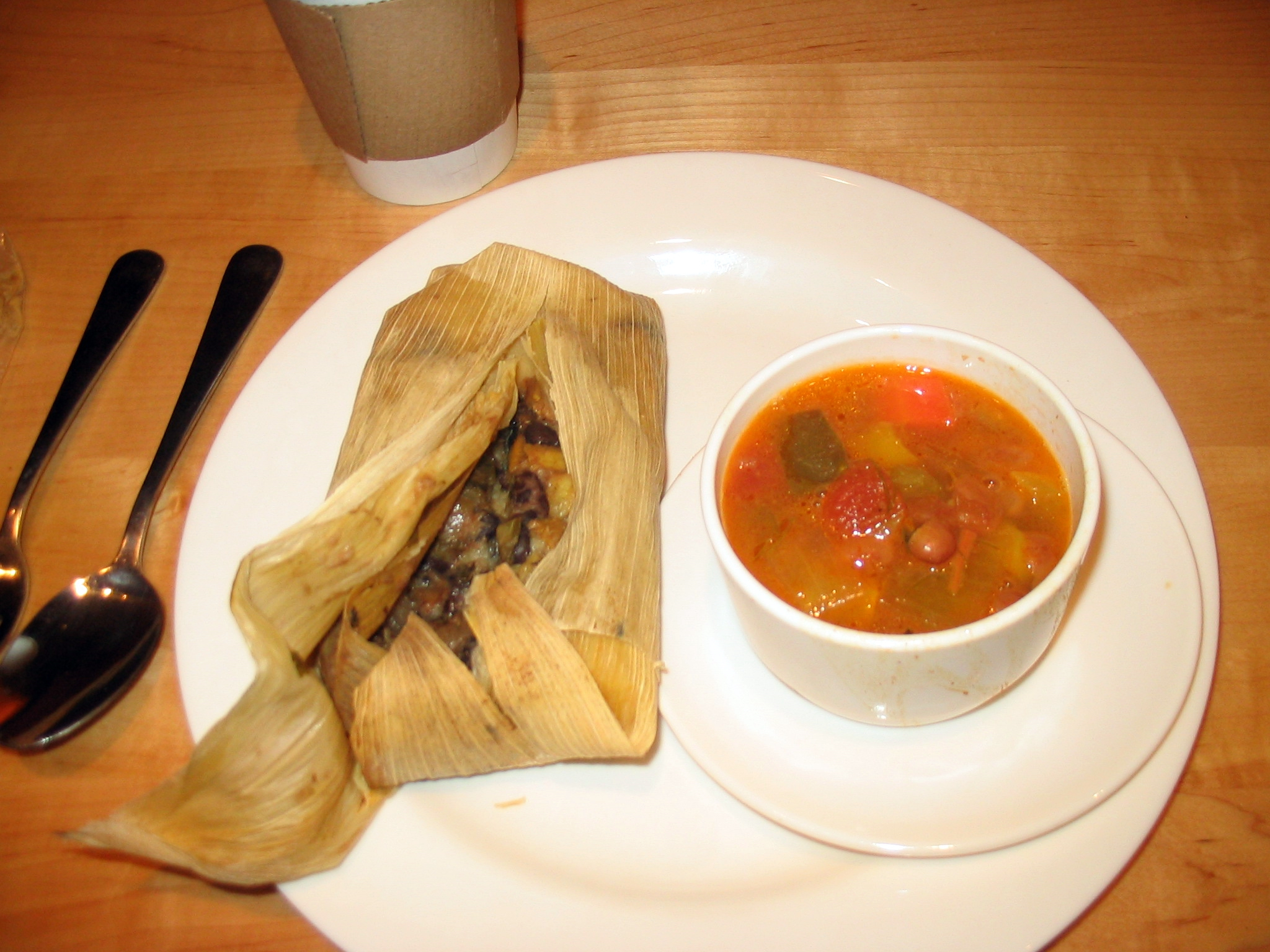
طبق التامال - المتحف الوطني الأمريكي، المكسيك.

حسب تصنيف دليل السفر لونلي بلانيت، فإن التامال يعتبر من بين أفضل مأكولات الشوارع في العالم. ويأتي التامال بأنواع ومذاقات مختلفة فمنها الحلو ومنها المالح ومنها الحار.